# Aristide Bruant

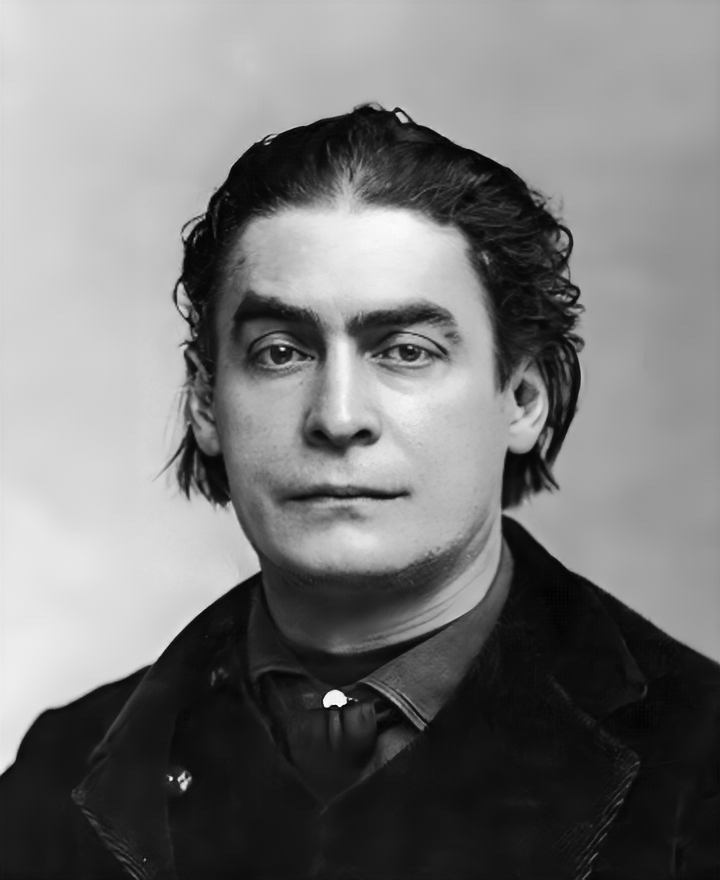
Aristide Bruant, fotografiert von Nadar, um 1898

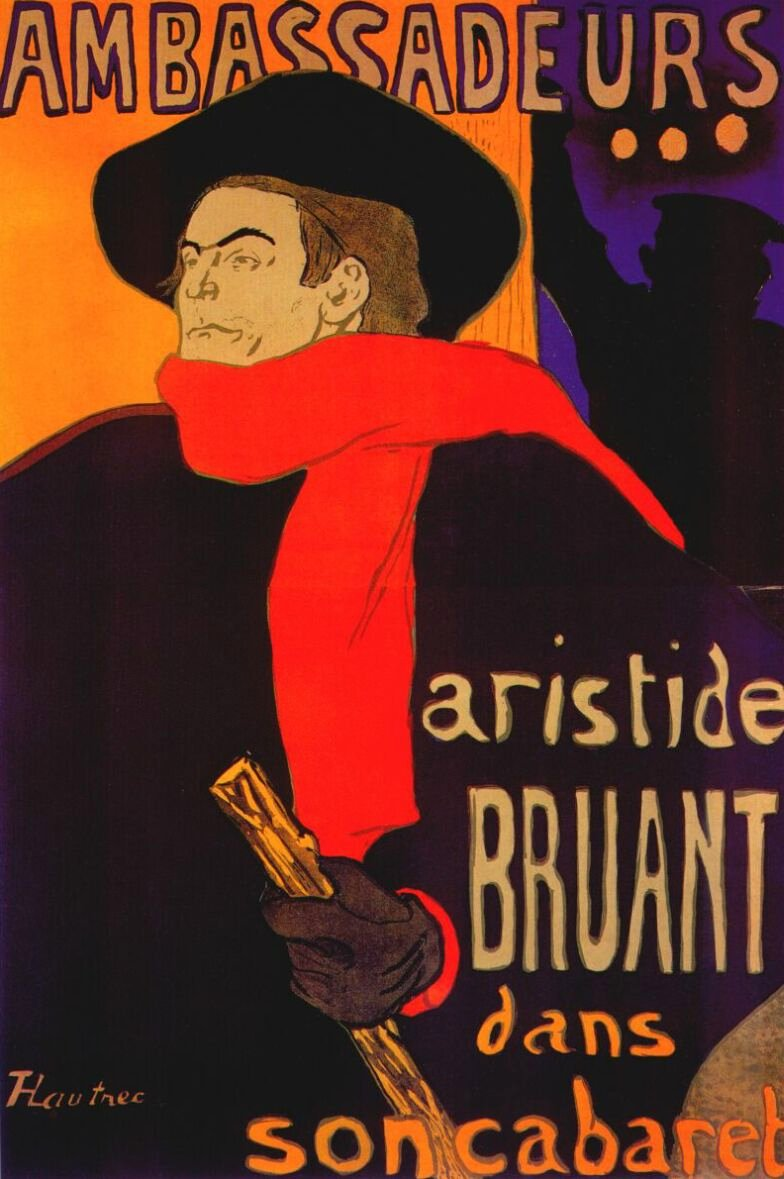
Aristide Bruant, Lithographie von Henri de Toulouse-Lautrec, 1892

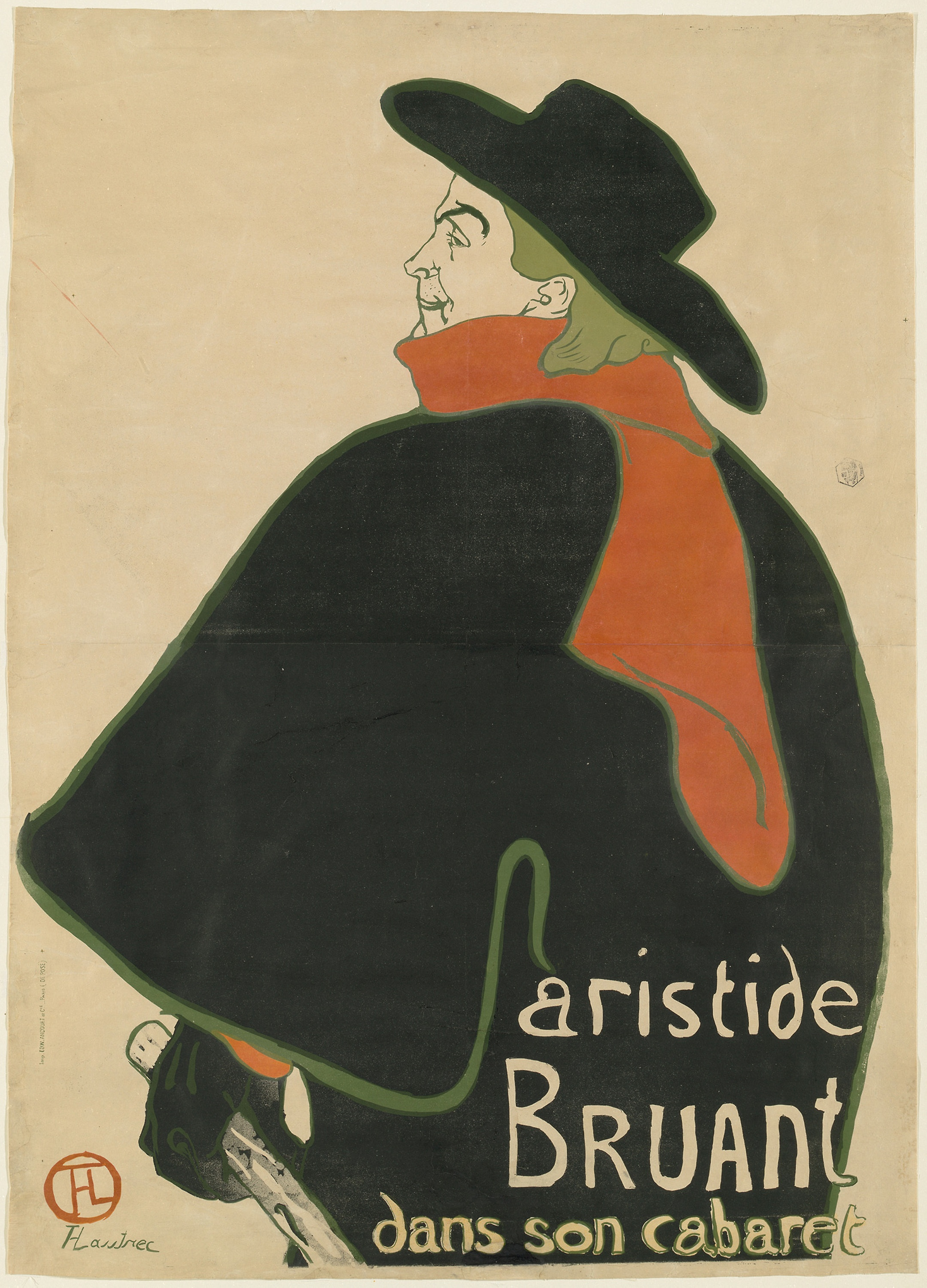
Aristide Bruant, Lithographie von Henri de Toulouse-Lautrec

Louis Armand Aristide Bruant (* 6. Mai 1851 in Courtenay (Loiret); † 10. Februar 1925 in Paris) war ein französischer Kabarettsänger, Schriftsteller, Komödiant und Nachtklubbesitzer, der durch die Plakate von Henri de Toulouse-Lautrec, auf denen er als Mann im roten Schal und schwarzen Mantel zu sehen ist, sehr bekannt wurde.

## Sein Leben
Aristide Bruant verließ nach dem Tod seines Vaters seinen Heimatort schon mit fünfzehn Jahren, um einen Arbeitsplatz zu finden. Sein Weg führte ihn in das Pariser Künstlerviertel Montmartre, wo er sich vorzugsweise in den Bistros der Arbeiterklasse aufhielt, in denen er dann auch die Gelegenheit bekam, sein musikalisches Talent unter Beweis zu stellen. Obwohl er aus einer gutbürgerlichen Familie stammte, übernahm er bald die derbe Sprache, die an seinen Lieblingsplätzen gesprochen wurde, und brachte sie in Lieder ein, die von den Kämpfen der Armen erzählen.

## Seine Karriere
Bruant begann, in Café-Konzerten aufzutreten, und entwickelte eine Gesangs- und Lustspielaufführung, die zum vertraglichen Auftreten im berühmten Klub Le Chat Noir führte. Gekleidet in einen roten Pullover, eine schwarze Samtjacke, hohe Stiefel und einen langen roten Schal wurde er schon bald unter dem Künstlernamen Aristide Bruant ein Star des Montmartre. Als Henri de Toulouse-Lautrec begann, in den Kabaretts und Klubs zu erscheinen, freundete sich Bruant als einer der ersten mit dem Maler an.
1885 eröffnete Bruant seinen eigenen Klub am Montmartre, den er Le Mirliton (die Flöte) nannte. Es handelte sich dabei um die ehemaligen Räumlichkeiten des ersten Le Chat Noir, eines legendären Klubs am 84 Boulevard Rochechouart (heute erinnert eine Gedenktafel daran). Das Chat Noir zog, aufgrund von handfesten Streitigkeiten mit der örtlichen kriminellen Szene, weiter zur 12 Rue Victor-Masse, und Bruant übernahm das alte Lokal. Obwohl er dort andere Künstler engagierte, machte er auch eigene Gesangsaufführungen. Der Unterhaltungskünstler war berüchtigt für seine Beleidigungen des zumeist bourgeoisen Publikums, für welches dennoch ein großer Reiz in diesen Veranstaltungen lag.
Aristide Bruant starb in Paris und wurde auf dem Friedhof von Subligny beerdigt.

## Ehrungen
- Die Rue Aristide Bruant in Paris (18. Arrondissement) wurde ihm zu Ehren benannt.

## Werke (Auswahl)
Lieder
| - Nini Peau d’Chien - A la Bastille - A la Villette - Meunier tu es cocu - A Batignolles | - Serrez Vos Rangs - A la Roquette - La chanson des Michetons - A Poissy - A la Place Maubert | - Les petits joyeux - Belleville-Menilmontant - La Greviste - Le Chat noir |

Bücher
- Dans la Rue, Chansons & Monologues. Dessins de Théophile Steinlen. Paris o. J. (1888). Aristide Bruan Auteur-Éditeur, Boulevard Rochechouart, 84. Édition Définitive.
- Am Montmartre. Chansons und Monologe. Böhlau, Wien 1987, ISBN 3-205-00569-4.
- Dans la rue. Chansons & Monologues. Éditions Ressouvenances, Cœuvres-et-Valsery 2008 (2 Bde.)

1. 2008, ISBN 978-2-84505-050-1.
2. 2008, ISBN 978-2-84505-051-8.

- Fantaisie triste et autres poèmes autres chansons. L’Atelier des Brisants, Mont-de-Marsan 2000, ISBN 2-84623-004-8.
- Sur la route. Éditions Ressouvenances, Cœuvres-et-Valsery 1997, ISBN 2-904429-86-7 (Nachdr. d. Ausg. Château-de-Courtenay 1896).
- Denis Delaplace (Hrsg.): L’argot au XXe siècle. Édition inversée et raisonnée du dictionnaire français-argot (1901 et 1905). Éditions Classiques Garnier, Paris 2009, ISBN 978-2-8124-0040-7 (zusammen mit Léon de Bercy)[1]
- La loupiote. Roman. Tallandier, Paris 1908.
- Tête de Boche. Roman. Tallandier, Paris 1919.
- Mme de Boche. Roman. Tallandier, Paris 1919.

Theaterstücke
- L’homme aux grands pieds. Scène comique. Paris 1900.
- Cœur de française. Drame en cinq actes. Paris 1911.